# Бузьке (Южноукраїнська міська громада)
Бу́зьке — село в Україні, в Южноукраїнській міській громаді Вознесенського району Миколаївської області. Населення становить 268 осіб.

## Населення

### Мова
Розподіл населення за рідною мовою за даними перепису 2001 року:
| Мова       | Кількість | Відсоток |
| ---------- | --------- | -------- |
| українська | 228       | 85.07%   |
| румунська  | 25        | 9.33%    |
| російська  | 15        | 5.60%    |
| Усього     | 268       | 100%     |